# Villa Napoleonica
La Villa Napoleonica (ou Villa San Martino) est l'une des deux résidences occupées à Portoferraio par Napoléon Bonaparte pendant son exil sur l'Île d'Elbe, où elle était sa résidence d'été. La seconde, la Palazzina dei Mulini, est située dans le centre historique de la ville de Portoferraio, à 3,5 km au nord-est de San Martino. 
En 1839, Anatole Demidoff, un industriel et mécène russe, grand admirateur de Napoléon Ier et époux d'une nièce de l'empereur, la princesse Mathilde Bonaparte, fit construire par l’architecte florentin Niccolò Matas, à proximité de la villa, un musée qui porte toujours son nom.

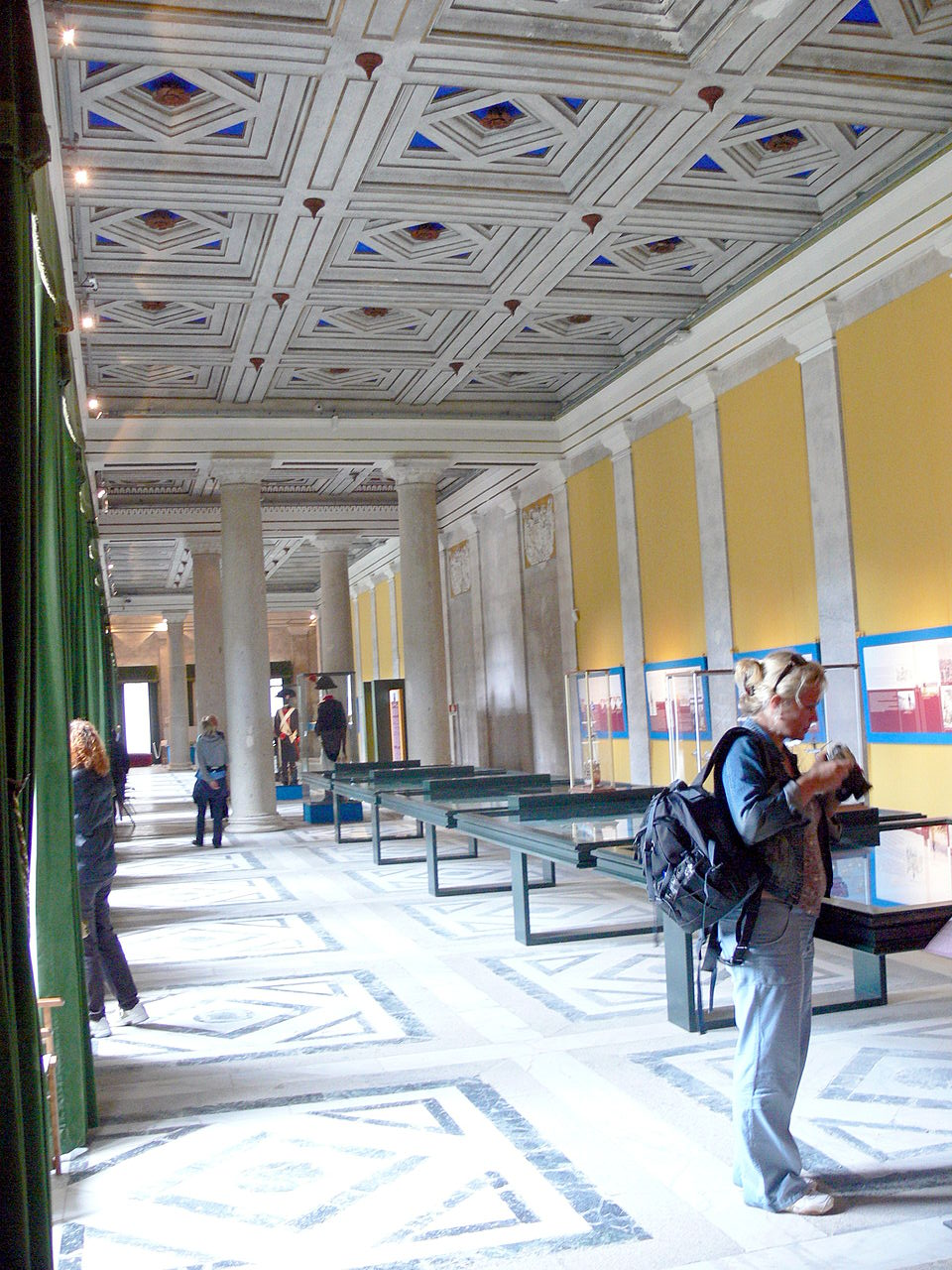
La galerie Demidoff.
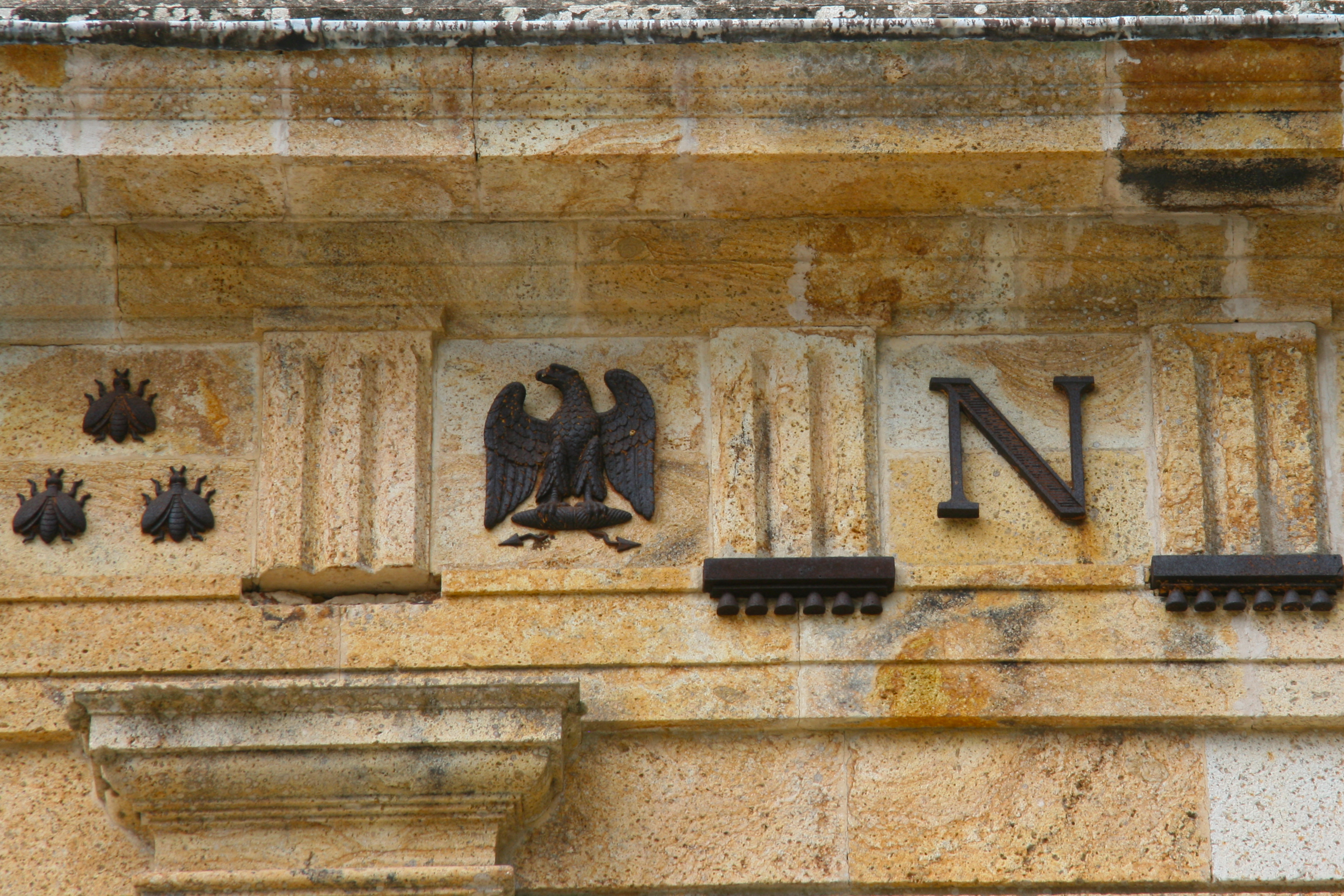
L'emblème de l'aigle impériale sur la façade.
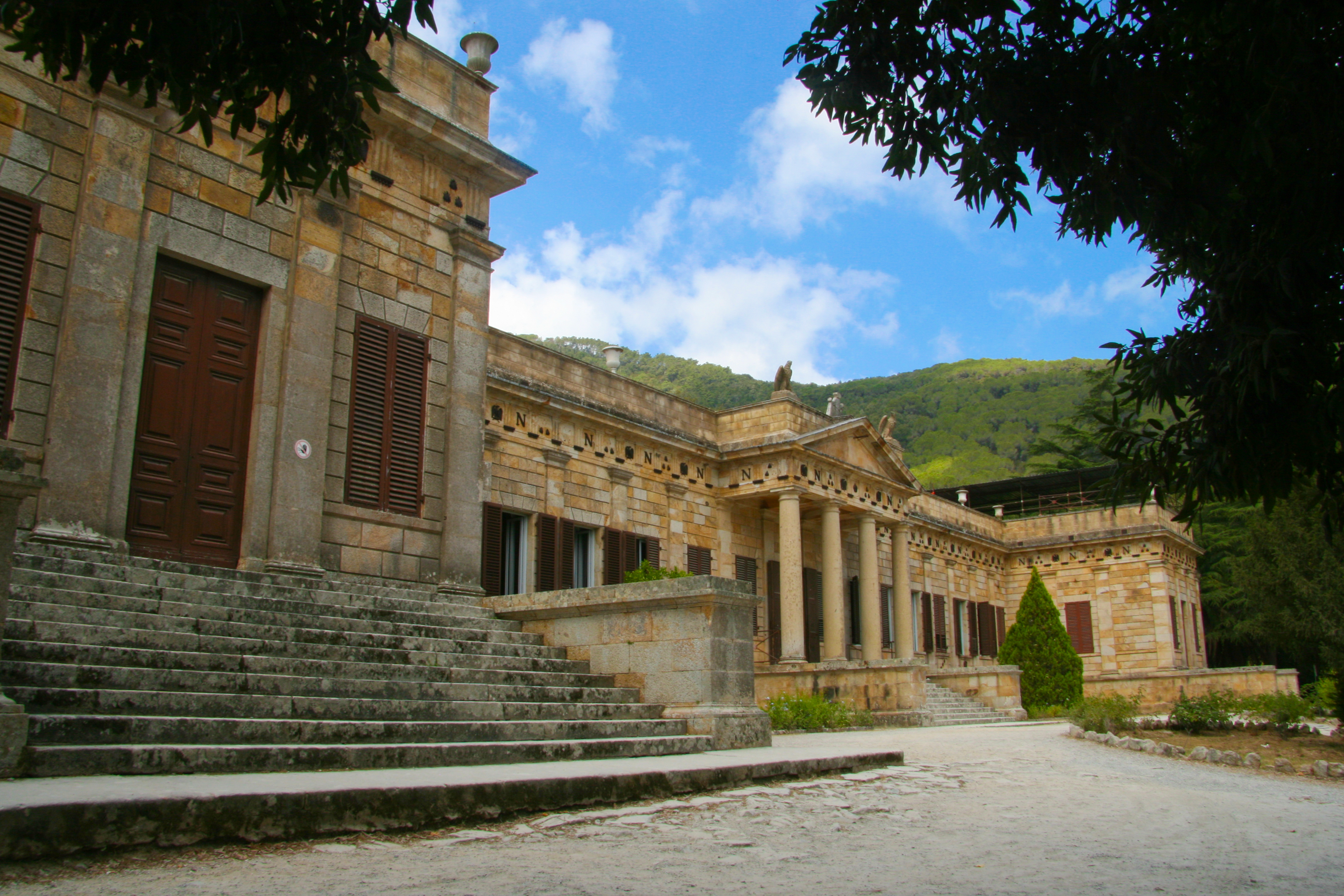
La façade Est de la galerie Demidoff.